# CUG Cluj
Combinatul de Utilaj Greu (CUG) Cluj-Napoca a fost fondat în 1970 când s-au pus bazele unei unități moderne de producție pentru echipamente energetice: în special cazane cu abur, cazane de apă caldă, cazane cu destinație specială, arzătoare, echipamente pentru centrale termice.
În anul 1976 C.U.G. s-a extins prin construirea capacităților pentru construcția utilajului metalurgic destinat sectoarelor calde și a turnătoriei de fontă.
În același timp s-au dezvoltat restul utilităților aferente unei astfel de platforme industriale: stația de aer comprimat, fabrica de oxigen, secția de sculărie, căile ferate interne, modelăria, etc.
În 1980 a fost construită secția de utilaj tehnologic complex, forja grea, forja ușoară, oțelăria electrică și turnătoria de oțel, inclusiv laboratorul central de analize capabil să efectueze testări mecanice și chimice utilaje pentru manipularea de oțel cald, cuptoare de tratament termic primar și secundar, oale de turnare, utilaje de turnare, instalații de șablat, cilindri laminori, caje de laminare, alte utilaje pentru liniile de turnare continuă, prese mecanice pentru ambutisat caroserii, prese de debitat, prese hidraulice, prese de debavurare, prese mecanice, ciocane pentru matrițare în gama 250 - 2500 tf, etc.
În 1985 combinatul avea 8.000 de angajați.
Combinatul de Utilaj Greu a fost divizat în 1991 în opt societăți: Fortpres, Termorom, UNIMET, TCM, PSA, Tehnomag, ERS și Fortur.
O parte dintre acestea, Fortur, ERS și PSA, au fuzionat în aprilie 1999, devenind CUG.
Număr de angajați în 2002: 617